# 腺茎柳叶菜
腺茎柳叶菜（学名：Epilobium brevifolium sp. trichoneurum）为柳叶菜科柳叶菜属下的一个亚种。